# Hacettepe Red Deers 2020
Questa voce raccoglie le informazioni riguardanti gli Hacettepe Red Deers nelle competizioni ufficiali della stagione 2020.

## 1. Lig 2020

### Stagione regolare
| 1º marzo 2020 1ª giornata | Hacettepe Red Deers | 22 – 7 | Boğaziçi Sultans |  |

| 14-15 marzo 2020 2ª giornata | ITÜ Hornets | - – - | Hacettepe Red Deers |  |

| 21-22 marzo 2020 3ª giornata | Koç Rams | - – - | Hacettepe Red Deers |  |

| 4-5 aprile 2020 4ª giornata | Hacettepe Red Deers | - – - | Sakarya Tatankaları |  |

| 18-19 aprile 2020 5ª giornata | ODTÜ Falcons | - – - | Hacettepe Red Deers |  |

| 9-10 maggio 2020 6ª giornata | Hacettepe Red Deers | - – - | Yeditepe Eagles |  |

| 16-17 maggio 2020 7ª giornata | Hacettepe Red Deers | - – - | Gazi Warriors |  |

## Statistiche di squadra
| Competizione      | %Vittorie | In casa | In casa | In casa | In casa | In casa | In casa | In trasferta | In trasferta | In trasferta | In trasferta | In trasferta | In trasferta | Totale | Totale | Totale | Totale | Totale | Totale |
| Competizione      | %Vittorie | G       | V       | N       | P       | Pf      | Ps      | G            | V            | N            | P            | Pf           | Ps           | G      | V      | N      | P      | Pf     | Ps     |
| ----------------- | --------- | ------- | ------- | ------- | ------- | ------- | ------- | ------------ | ------------ | ------------ | ------------ | ------------ | ------------ | ------ | ------ | ------ | ------ | ------ | ------ |
| Stagione regolare | 1.000     | 1       | 1       | 0       | 0       | 22      | 7       | 0            | 0            | 0            | 0            | 0            | 0            | 1      | 1      | 0      | 0      | 22     | 7      |
| Totale            | 1.000     | 1       | 1       | 0       | 0       | 22      | 7       | 0            | 0            | 0            | 0            | 0            | 0            | 1      | 1      | 0      | 0      | 22     | 7      |